# 西蒙·馬齊尼亞克
西蒙·馬齊尼亞克（波蘭語：Szymon Marciniak，1981年1月7日—），又譯馬西尼亞克，波蘭籍國際足球裁判。
他於1981年出生在波蘭的普沃茨克（Płock）。 他在21歲時就開始了足球裁判的職業生涯。
馬齊尼亞克於2011年成為國際足協的裁判。他為2014年世界盃外圍賽執法，第一場賽事為F組的葡萄牙對阿塞拜疆。
他是2015年6月30日2015年歐洲U-21足球錦標賽決賽，2018年8月15日歐洲超級盃以及2022年12月18日國際足協世界盃決賽的首席裁判。
他在2015–16年歐洲冠軍聯賽半準決賽第一輪中因未有向拜仁慕尼黑判給罰球而受到批評。
2022年卡達世界盃決賽，他的判決廣受爭議，包括法國的第二個點球，馬齐尼亞克以阿根廷球員蒙提爾手球犯規为由吹罚，但根據錄像回放，实际是法國球員烏柏美卡奴手球在先，攻方球員先手球犯規，點球理應不成立，但馬齊尼亞克沒有選擇視像裁判協助，堅持判決。同時，有20萬法國隊支持者不滿馬齊尼亞克判決，聯署要求重賽。
2023年1月11日，马齐尼亚克被国际足球历史和统计联合会评为2022年度世界最佳裁判。
2025年，马齐尼克吹罚马德里竞技对战皇家马德里的欧冠比赛。112分钟，皇马球员把球踢出边线边裁举旗示意马竞球权。2秒钟后马齐尼克直接吹哨示意皇家马德里球权，引起争议。最终点球大战，马齐尼克示意马竞的第二位点球手阿尔瓦雷斯二次触球，进球无效。最终皇家马德里赢了点球大战，而裁判组也没有能出示视频明确表示马竞的二次触球，从而使得比赛结果充满争议。